# Efferia chapadensis
Efferia chapadensis là một loài ruồi trong họ Asilidae. Efferia chapadensis được Bromley miêu tả năm 1928. Loài này phân bố ở vùng Tân nhiệt đới.